# Interstate 395 (Maryland)
Pour les articles homonymes, voir Interstate 395.
L'Interstate 395 (I-395) est une autoroute auxiliaire du Maryland. Connue comme la Cal Ripken Way, l'autoroute parcourt 1,98 mile (3,19 km) depuis l'I-95 vers le nord jusqu'à l'intersection avec Howard Street et Camden Street dans le centre-ville de Baltimore, où elle donne accès au Inner Harbor et au Baltimore Convention Center.

## Description du tracé
L'I-395 débute à un échangeur avec l'I-95 qui a la particularité d'être au-dessus du fleuve Patapsco. L'autoroute se dirige vers le nord et n'a qu'une sortie (en direction nord ; aucune en direction sud) avec le Martin Luther King Jr. Boulevard. Elle atteint ensuite une intersection à niveau avec Camden Street et l'I-395 prend fin. La route continue comme Howard Street.

## Liste des sorties
| Interstate 395    |              |                             |      |                                                                        |                                             |
| Comté             | Municipalité | mi                          | km   | Intersections / Destinations                                           | Notes                                       |
| Baltimore         | Baltimore    | 0,00                        | 0,00 | I-95 – Washington, New York                                            |                                             |
| Baltimore         | Baltimore    | Pont de la rivière Patapsco |      |                                                                        |                                             |
| Baltimore         | Baltimore    | 0,54                        | 0,85 | Martin Luther King Jr. Boulevard nord vers Russell Street / Lee Street | Sortie direction nord, entrée direction sud |
| Baltimore         | Baltimore    | 1,23                        | 2,00 | Conway Street est – Inner Harbor                                       | Intersection à niveau en direction nord     |
| Baltimore         | Baltimore    | 1,33                        | 2,14 | Howard Street north – Centre-ville                                     | Intersection à niveau                       |
| - Accès incomplet |              |                             |      |                                                                        |                                             |